# Old Trafford Cricket Ground
Old Trafford Cricket Ground, omwille van naamrechten door sponsoring Emirates Old Trafford, is een cricketstadion in Old Trafford, Stretford in het Engelse graafschap Greater Manchester. Het ligt zo'n drie kilometer ten zuidwesten van het stadscentrum van Manchester, Manchester City Centre en een kleine kilometer ten zuiden van het voetbalstadion van Old Trafford.
Het terrein werd in 1857 aangelegd en ingehuldigd voor de Manchester Cricket Club, die evenwel in 1864 opging in een county club voor Lancashire, het graafschap ten noorden van Manchester. Het veld is daarmee sinds 1864 de thuisbasis van de Lancashire County Cricket Club, maar wordt ook regelmatig gebruikt door het Engels cricketelftal. Het was al viermaal een speelveld tijdens het Wereldkampioenschap cricket, meer bepaald tijdens de edities van het WK 1975, WK 1979, WK 1983 en WK 1999. De Old Trafford Cricket Ground is in de 21e eeuw ook regelmatig het toneel van grote concerten voor 50.000 toeschouwers.
De tribunes bieden 19.000 plaatsen maar bij internationale wedstrijden worden tijdelijke tribunes bijgeplaatst die de capaciteit met 7.000 plaatsen verhogen.

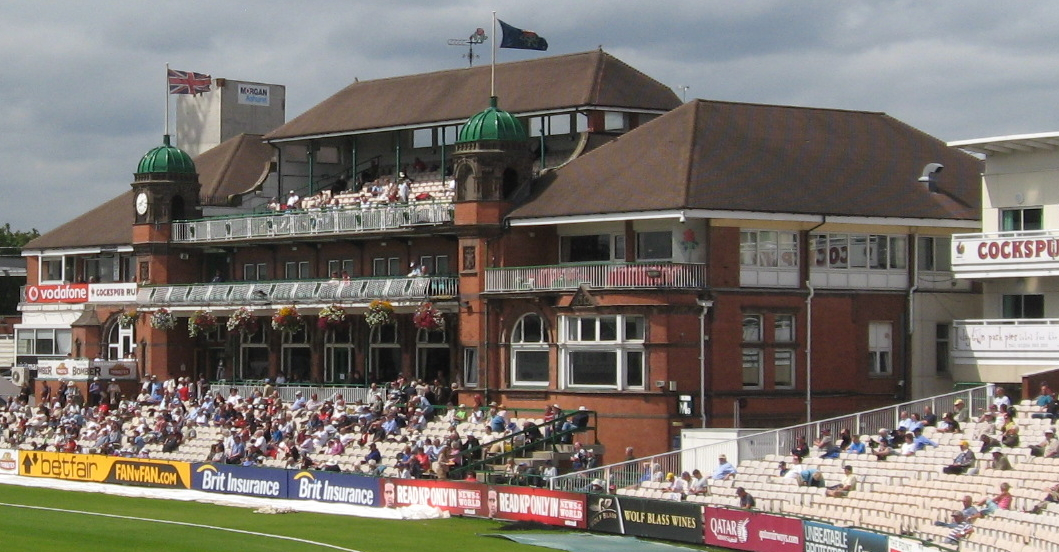
Oude Pavilion
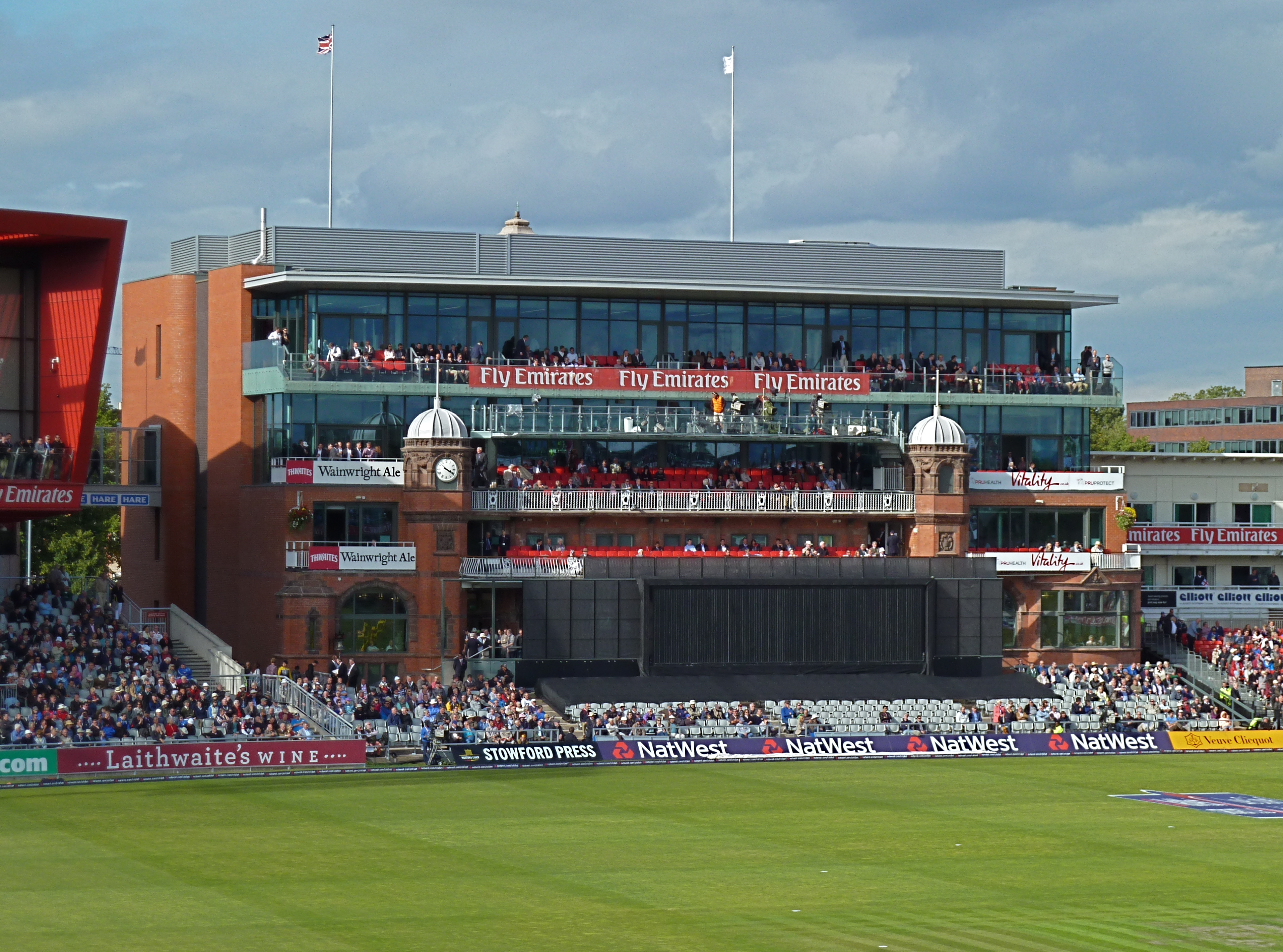
Vernieuwde Pavilion in september 2013

Het Pavilion is een van oorsprong victoriaans ledenpaviljoen gebouwd in 1895 voor 10.000 Britse pond. Men vond er onder meer de eetzaal voor de leden, of het kwartier voor de veldverantwoordelijken.

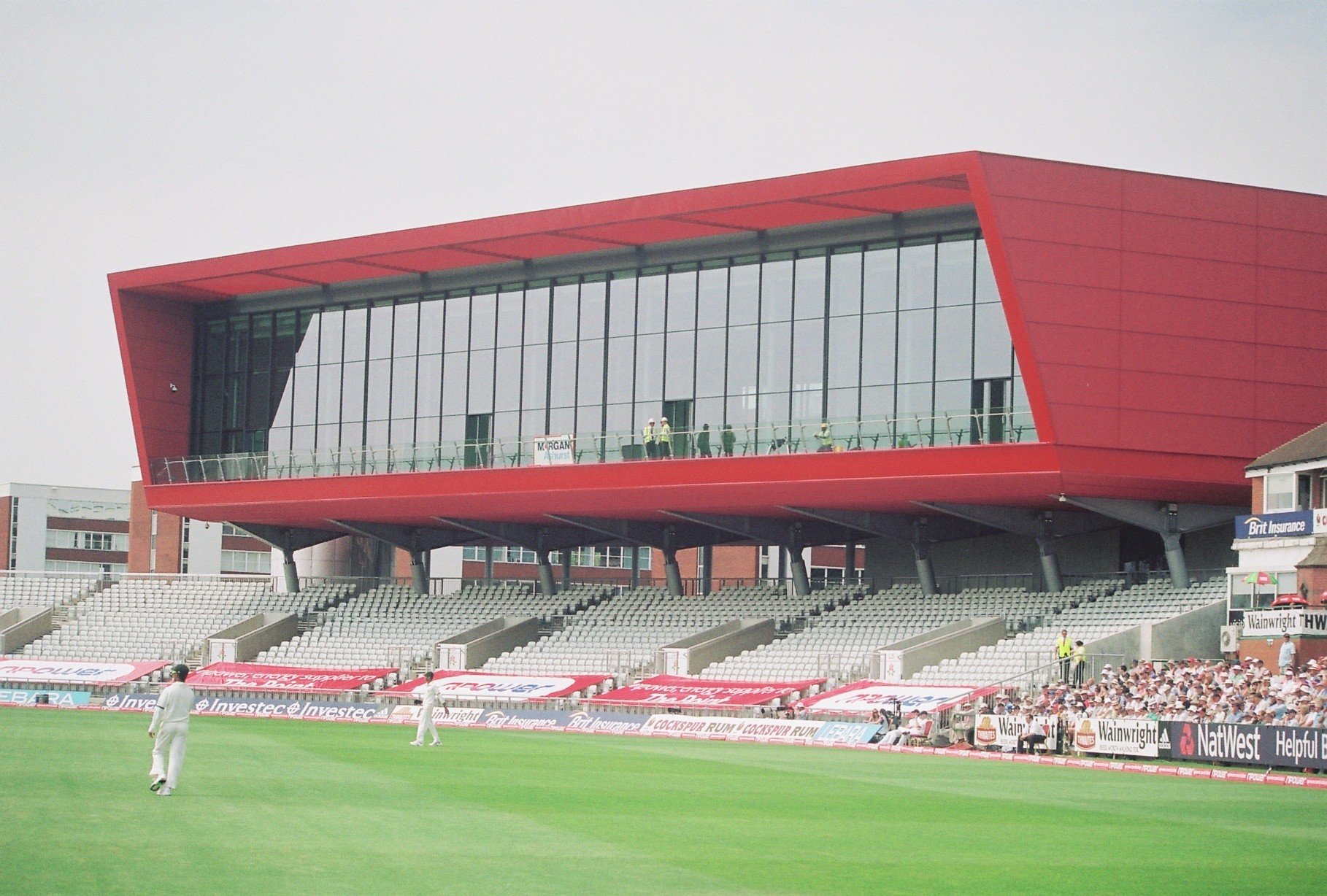
The Point

The Point is een opvallend multifunctioneel conferentiecentrum met 1.000 zitplaatsen, wat het een van de grootste maakt in North West England. Het opende in 2010.

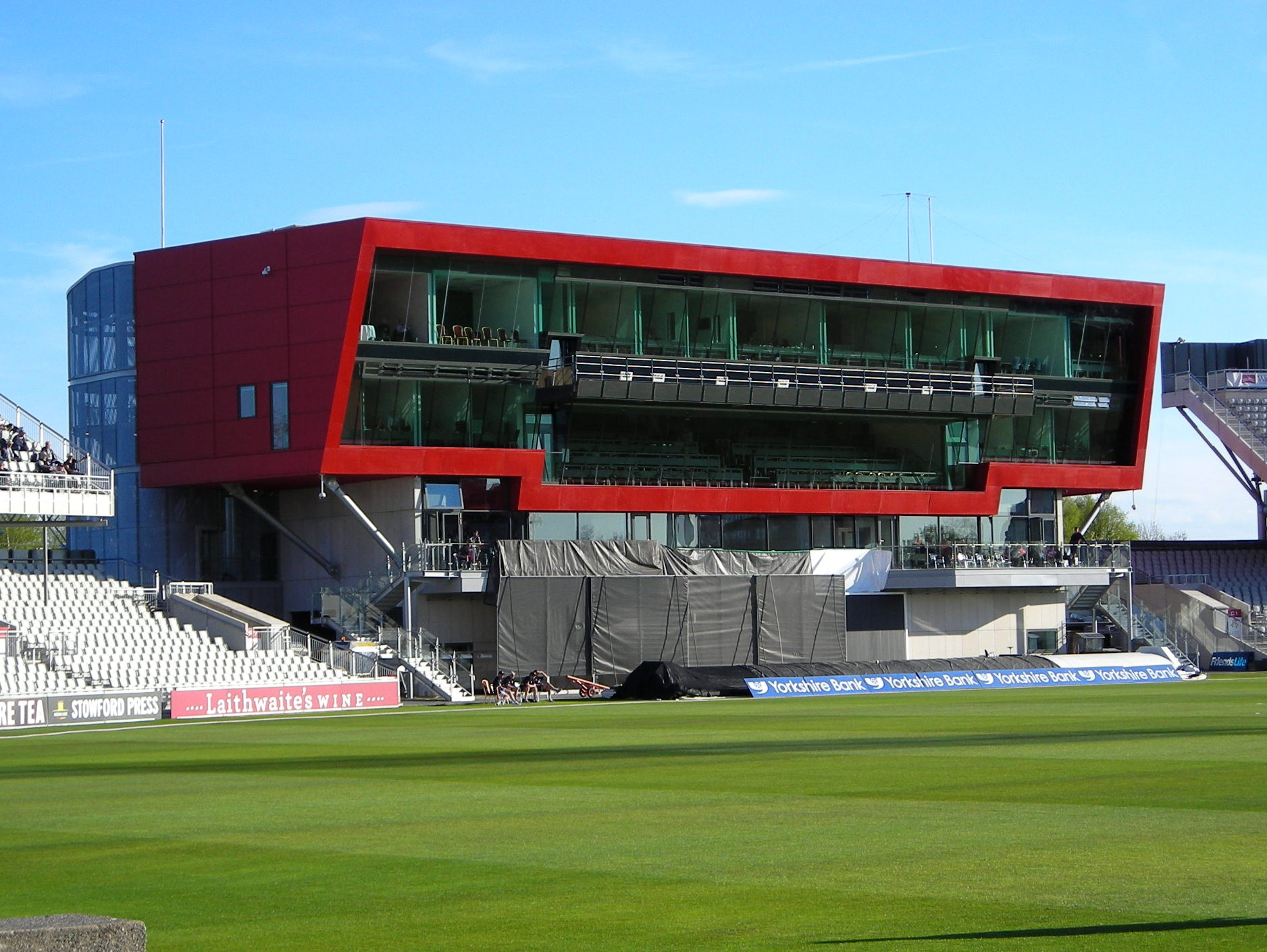
Players and Media Centre

Het Old Trafford Players and Media Centre biedt ruimte aan de media voor de commentaarboxes, en is tevens ontmoetingsplaats in persconferentiezaaltjes voor spelers en sportjournalisten. Het werd ingehuldigd in september 2012.
De site wordt in de 21e eeuw ook gebruikt voor festivals en optredens. In juli 2002 ging het More Festival er door met David Bowie, New Order en Green Day, twee maand later was het een stop voor de Heathen Chemistry Tour van Oasis. De The Rising Tour van Bruce Springsteen passeerde in mei 2003 en op de volgende editie van het More Festival in juli dat jaar speelden onder meer R.E.M., Badly Drawn Boy en Idlewild. Doorheen de jaren passeerden de In Your Honor Tour van de Foo Fighters (2006), de In Rainbows Tour van Radiohead (2008), de Viva la Vida Tour van Coldplay (2009), de Resistance Tour van Muse (2010), de Come Around Sundown World Tour van Kings of Leon (2011) ... 2016 bracht in twee opeenvolgende maanden de Anti World Tour van Rihanna en de Formation World Tour van Beyoncé. Op 4 juni 2017 vond hier ook One Love Manchester plaats van en met Ariana Grande maar ook met Justin Bieber, Coldplay, Katy Perry, Miley Cyrus, Pharrell Williams, Take That, Niall Horan, Little Mix, Liam Gallagher, Robbie Williams en The Black Eyed Peas.